# Neumarkt-Sankt Veit

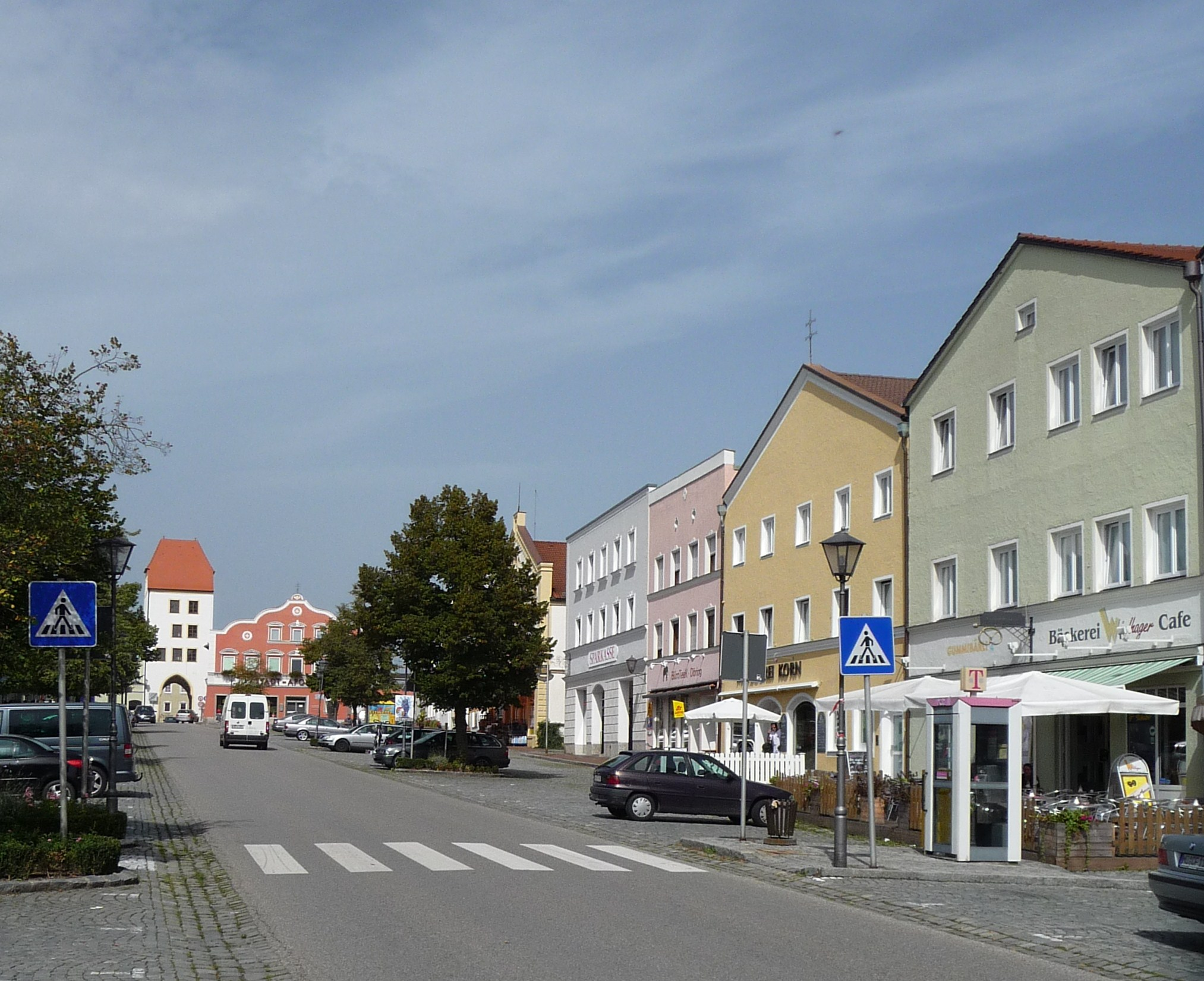
Neumarkt-Sankt Veit

Neumarkt-Sankt Veit este un oraș din districtul  Mühldorf am Inn, regiunea administrativă Bavaria Superioară, landul Bavaria, Germania.